# Madhepura (huyện)
Huyện Madhepura là một huyện thuộc bang Bihar, Ấn Độ. Thủ phủ huyện Madhepura đóng ở Madhepura. Huyện Madhepura có diện tích 1787 ki lô mét vuông. Đến thời điểm năm 2001, huyện Madhepura có dân số 1524596 người.